# Piramide van het Louvre
De piramide van het Louvre (Frans: Pyramide du Louvre) is een grote glazen en metalen piramide op de binnenplaats (Cour Napoléon) van het Louvre in Parijs, die fungeert als hoofdingang van het museum. Het gebouw werd ontworpen door de Chinees-Amerikaanse architect Ieoh Ming Pei. President François Mitterrand onthulde de piramide op 29 maart 1989. Hierna werd het museumcomplex verder uitgebreid.
De piramide heeft een hoogte van 21,65 meter. De basis is vierkant en heeft zijden van 35,42 meter. De piramide wordt omgeven door drie kleinere piramides en een omgekeerde piramide (Pyramide Inversée). Zij bestaat uit 603 ruitvormige en 70 driehoekige glazen segmenten.